# アスプルモン (アルプ＝マリティーム県)
アスプルモン （Aspremont、ニソワ語:Aspermount）は、フランス、プロヴァンス＝アルプ＝コート・ダジュール地域圏、アルプ＝マリティーム県のコミューン。

## 概要
1426年以後にアスプルモン＝ル＝ヴィユー（d’Aspremont-le-Vieux、旧アスプルモン）が打ち捨てられた。この村は要塞化されており、ショーヴ山の麓の同心円の中につくられていた。村は、ヴァール川谷とパヨン・ド・トゥーレット谷を行き来する道を見下ろす丘の上にあった。その土壌や日照時間の長さから、ワイン用ブドウやオリーブ、イチジクを含む果樹の栽培が盛んだった。19世紀末までは、アスプルモン産オリーブオイルとワインの生産でニース伯領内では有名だった。
1874年、アスプルモンの面積が割譲され、新たにコロマールとカスタニエが誕生した。

## 人口統計
| 1962年 | 1968年 | 1975年 | 1982年 | 1990年 | 1999年 | 2006年 | 2010年 |
| ------ | ------ | ------ | ------ | ------ | ------ | ------ | ------ |
| 465    | 698    | 771    | 1150   | 1496   | 1853   | 2072   | 2187   |

参照元:1962年までEHESS、1968年以降INSEE

## 著名な出身者
- フランソワ＝グザヴィエ・メーストル（fr） - サヴォワ公国の政治家。ジョゼフ・ド・メーストルの父